# Gare de Boussy-Saint-Antoine
Gare de Boussy-Saint-Antoine vasútállomás és RER állomás Franciaországban, Boussy-Saint-Antoine településen.

## Vasútvonalak
Az állomást az alábbi vasútvonalak érintik:
- Párizs–Marseille-vasútvonal

## Kapcsolódó állomások
A vasútállomáshoz az alábbi állomások vannak a legközelebb:
- Gare de Brunoy (Gare de Creil, D RER-vonal)
- Gare de Combs-la-Ville - Quincy (Gare de Melun, D RER-vonal)